# Lago Harrison
El lago Harrison es el lago más grande de las montañas Costeras del sur del Canadá, con una superficie de unos 250 kilómetros cuadrados. Tiene unos 60 km de longitud y en su mayor parte casi 9 km de ancho. Su extremo sur, en la comunidad turística de Harrison Hot Springs, está a unos 95 km al este del centro de Vancouver. Al este del lago están las cordilleras  Lillooet, mientras que al oeste están las cordilleras de Douglas. El lago es el último de una serie de grandes valles glaciares norte-sur afluentes del Fraser a lo largo de su orilla norte al este de Vancouver, Columbia Británica. Los otros al oeste son los ríos Chehalis, Stave, Alouette, Pitt y Coquitlam. 
En el extremo norte del lago hay una pequeña comunidad de las Primeras Naciones de la Nación In-SHUCK-ch, Port Douglas, conocida en el idioma St'at'imcets como Xa'xtsa (ha-htsa). Hay tres fuentes termales a lo largo de las orillas del lago o cerca de él, incluso cerca de Port Douglas, en Clear Creek, un afluente del río Silver, y en Harrison Hot Springs . Doctors Point, en la costa noroeste del lago, era una aldea y un sitio de Transformadores, con una gran pintura rupestre que representaba el espíritu de los vientos que gobiernan los viajes en el lago, o un curandero convertido en piedra por el Transformador.
Como con cualquier masa de agua grande, se deben emplear prácticas seguras de natación durante el uso recreativo en el lago Harrison. El lago puede suponer un riesgo mayor para los usuarios recreativos que otros lagos de la Columbia Británica, ya que es más frío que muchos de los lagos de las zonas circundantes. El lago Harrison estuvo implicado en la muerte de tres personas en 2015, y de cinco en total desde 2008. Se está llevando a cabo una iniciativa para colocar señales de advertencia sobre las aguas más frías del lago que pueden imponer un riesgo de hipotermia a los nadadores que intentan nadar a grandes distancias de la seguridad de la orilla, así como shock, hinchazón de los pulmones y ahogamiento.

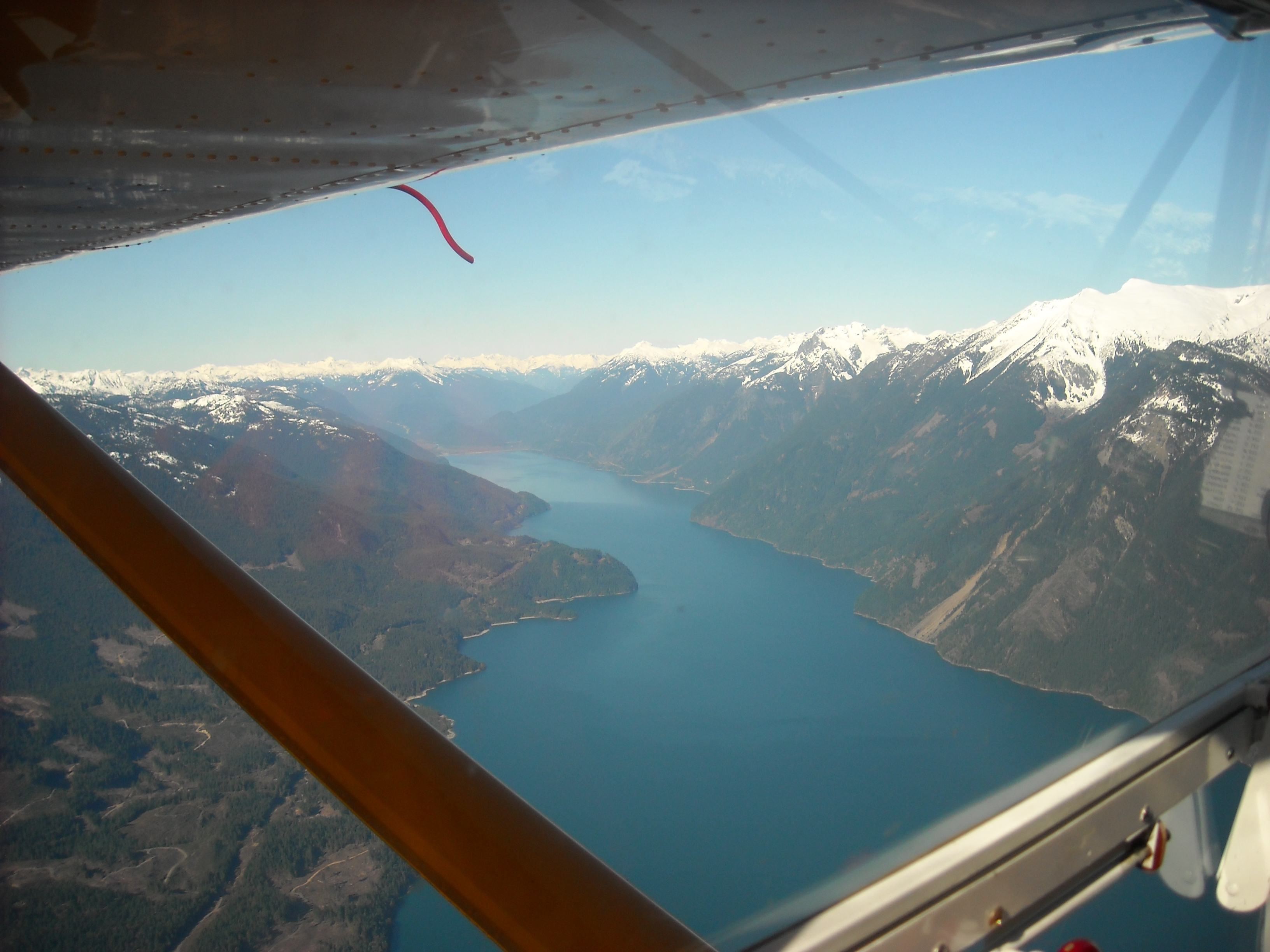
La mitad trasera del lago Harrison, vista desde el aire.

El principal flujo de agua que entra en el lago es el río Lillooet, donde hay una pequeña bahía llamada Lago Little Harrison. En la cabecera de esta bahía estaba uno de los principales pueblos abandonados de la Columbia Británica, Port Douglas; hoy en su orilla oriental está la ranchería (pueblo) o la Banda de Port Douglas de la Nación In-SHUCK-ch. A mitad de camino del lago Harrison en su orilla oriental está el valle del río Plata, también conocido como el Gran Río Plata, siendo uno de sus afluentes el Little Silver 
Frente al río Plata, en la orilla oeste del Lago Harrison, está la Bahía de las Veinte Millas. A mitad del lago, entre el Río Plata y la Bahía de las Veinte Millas, se encuentra el extremo norte de la isla más larga y más grande del lago, llamada acertadamente Long Island, de 9,5 km de largo y 2,6 km de ancho. La otra isla principal de cualquier tamaño en el lago es la Isla del Eco, de 4 km de largo y 2,2 km de ancho. Se encuentra frente a las aguas termales de Harrison, e inmediatamente al este del cañón boscoso del río Harrison en la desembocadura del lago. El Harrison entra en el Fraser cerca de la comunidad de Chehalis. 
El lago Harrison fue importante en la historia temprana de la Columbia Británica como uno de los enlaces de agua en el camino Douglas, que accedía a los yacimientos de oro del alto Fraser durante la fiebre del oro del cañón Fraser de 1858-60. Fue nombrado "Harrison" por el Gobernador Simpson de la Hudson's Bay Company, en honor a Benjamin Harrison, director (más tarde Subgobernador) de la Hudson's Bay Company. : 106 